# 中国人民解放军陆军第十二综合训练基地
中国人民解放军陆军第十二综合训练基地，位于重庆市铜梁区，隶属中国人民解放军西藏军区。

## 沿革
2017年，在深化国防和军队改革中，调整组建中国人民解放军陆军第十二综合训练基地，位于重庆市铜梁区。根据中国人民解放军陆军《2017年新兵训练总体方案》和中国人民解放军西藏军区《2017年度新兵训练指示》，自2017年起，该训练基地承担西藏军区部分单位和基地本级数千名新兵的新训任务。

## 历任领导
中国人民解放军陆军第十二综合训练基地
| 主任 - 陈廷凯（2017年—） | 政治委员 - 刘勇（2017年—） |